# Xian de Zigui
Le xian de Zigui (chinois : 秭归县 ; pinyin : zǐguī xiàn) est un district administratif de la province du Hubei en Chine. Il est placé sous la juridiction de la ville-préfecture de Yichang.

## Histoire
Le poète Qu Yuan, du royaume de Chu y a été exilé.

## Démographie
La population du district était de 400 315 habitants en 1999.

## Galerie

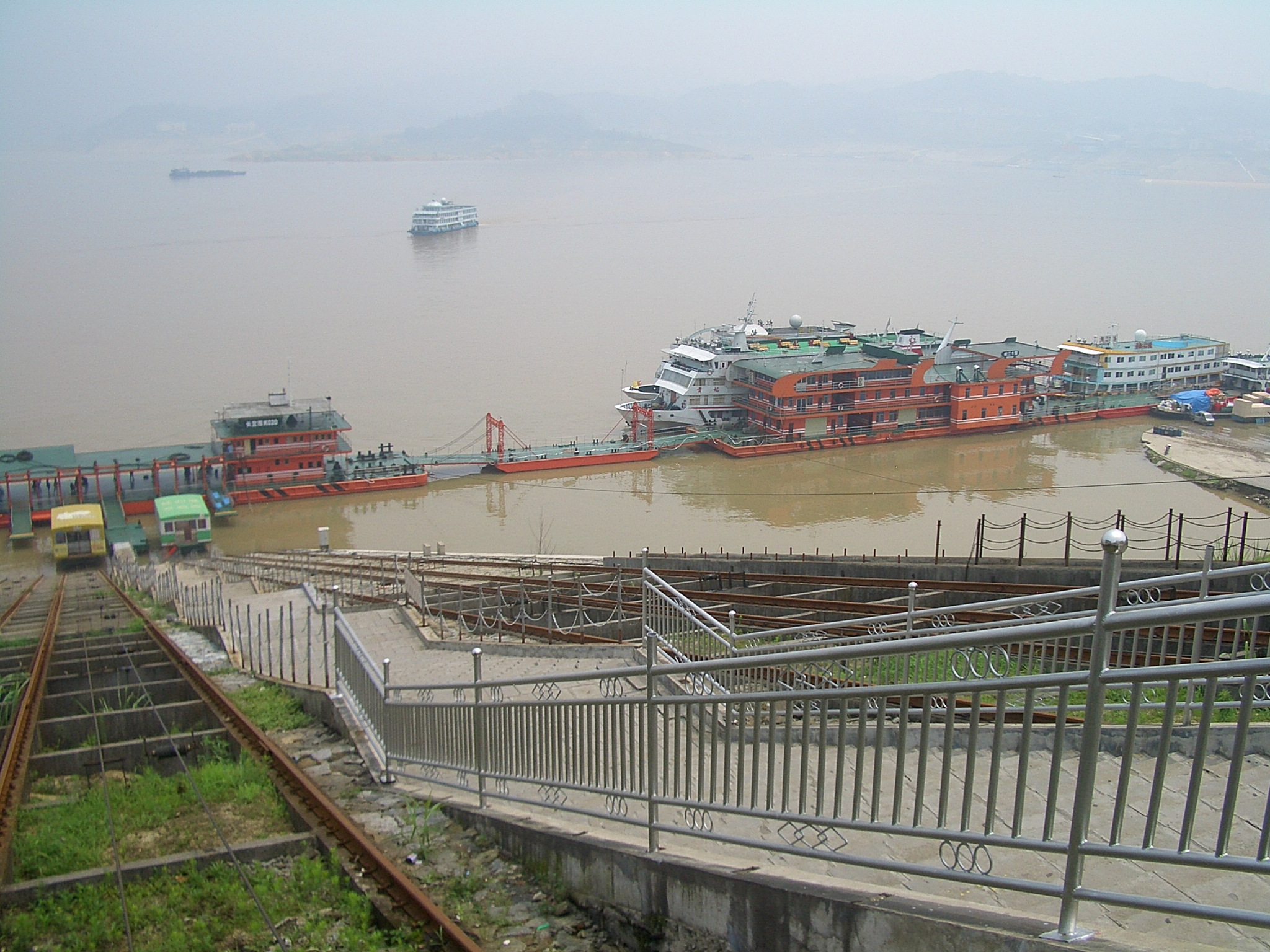
Dans le port de Maoping, Xian de Zigui
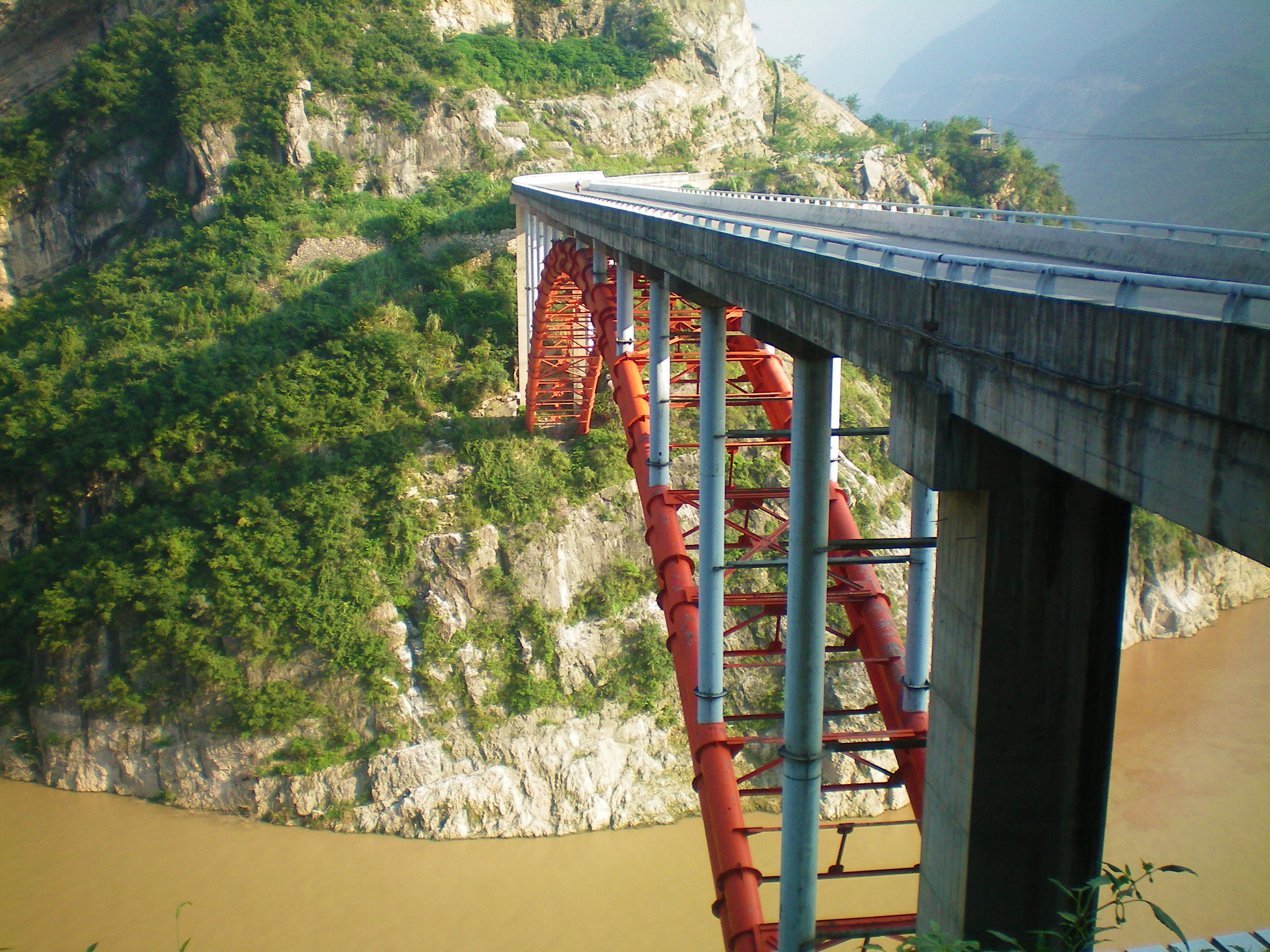
Pont Jiuwangxi
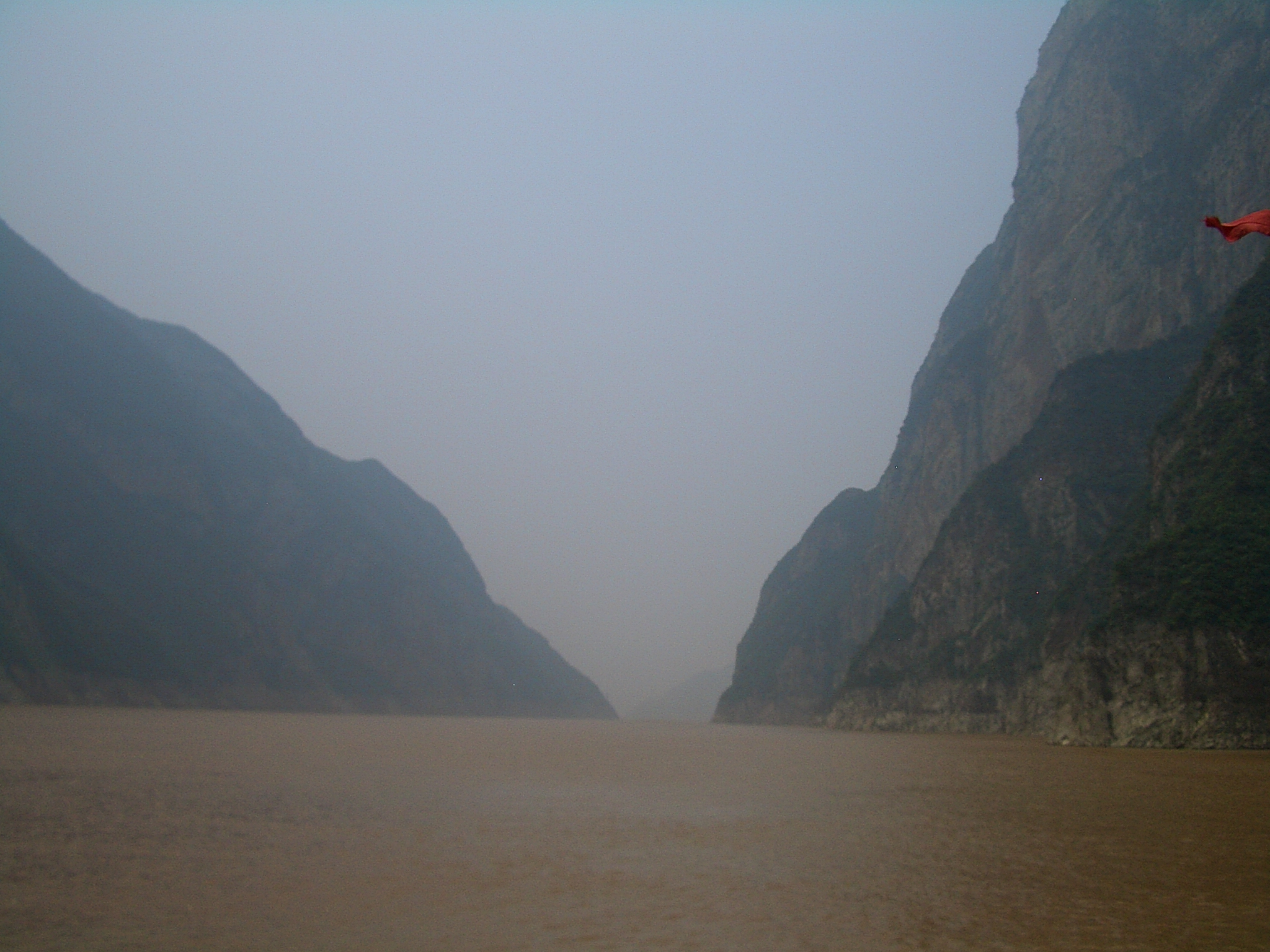
Gorge Qu Yuan-Xiling
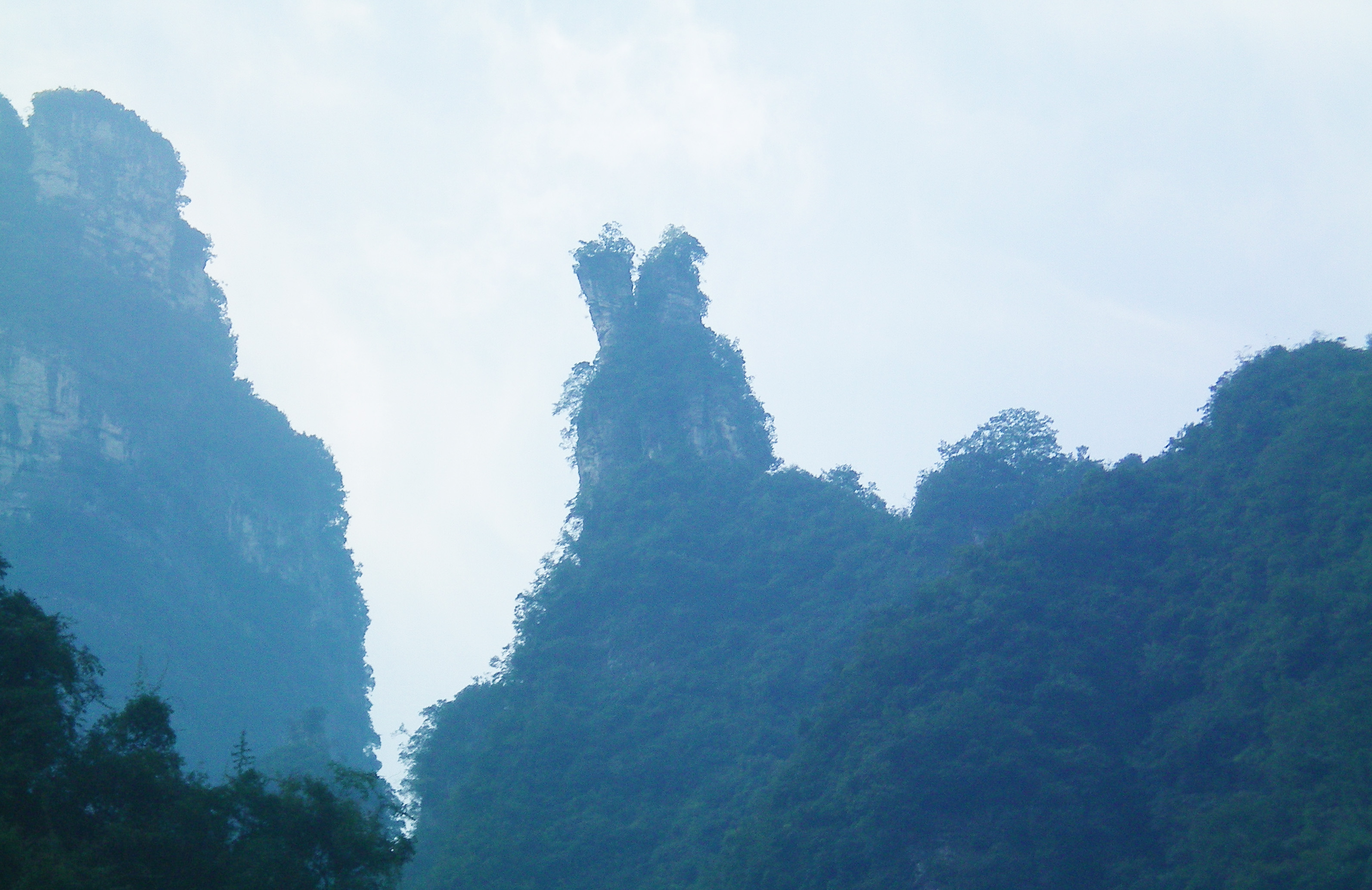
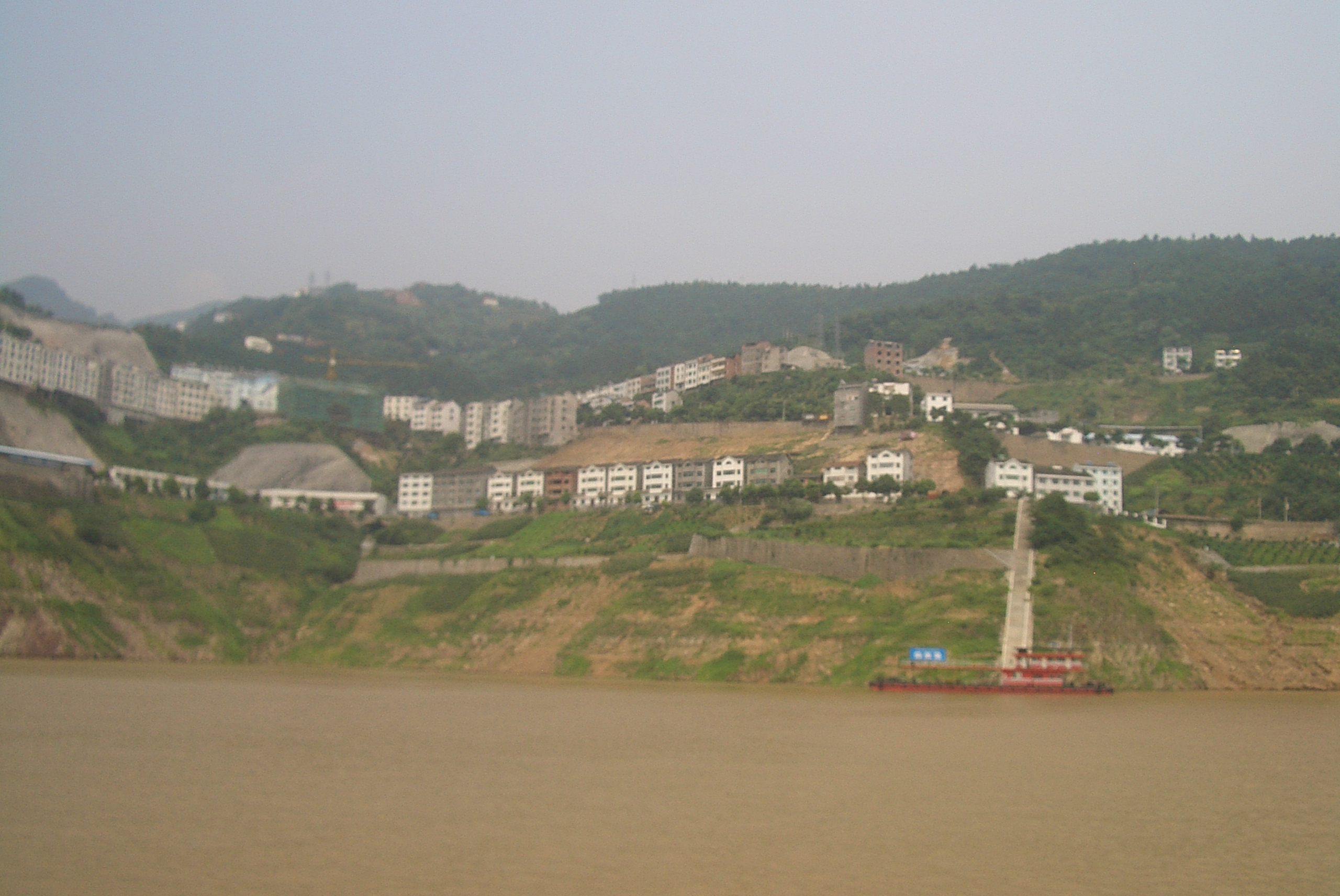
Bord du fleuve